# Otávio Martins
Otávio Martins (Campinas, 25 de abril de 1970)  é um ator, diretor e roteirista brasileiro.

## Biografia
Estreou em 1993, na comédia "After Magritte", de Tom Stoppard. A partir do ano seguinte, fez os espetáculos "Narraador", de Rubens Rewald, e "Futebol", de Alberto Renault, com direção de Bia Lessa.  Em 1996, estreia o espetáculo "Ensaio para Danton", baseado na peça "A Morte de Danton", de Georg Büchner e direção de Sérgio de Carvalho, peça que originaria a formação da Companhia do Latão. Com o Latão, fez ainda os espetáculos "Ensaio Sobre o Latão", "Santa Joana dos Matadouros", "O Nome do Sujeito", "João Fausto" e a remontagem de "Ensaio para Danton", logo depois saindo do grupo. Durante os anos em que fez parte da companhia, começou a trabalhar como ator em cinema, tendo feito cerca de 20 curtas e dois longa metragens, "Sabor da Paixão" ("Woman on Top", de Fina Torres) e a comédia "Viva-Voz", de Paulo Morelli.
Em 2003, foi convidado por Paulo Autran para trabalhar na peça "Vestir o Pai", de Mário Viana, ao lado de Karin Rodrigues e Bárbara Paz. No ano seguinte, aconselhado por Autran, fez sua primeira produção, "Os Jogadores", de Nikolai Gogol, com direção de Hugo Coelho. No mesmo ano, atuou no espetáculo "A Máscara do Imperador", de Samir Yazbek e direção de William Pereira, ao lado de Denise Del Vecchio. Em 2005, iniciou um longo processo de ensaios do espetáculo "A Noite Antes da Floresta", de Bernard-Marie Koltès, texto que traduziu e cuja direção ficou a cargo de Francisco Medeiros. Estreando no ano seguinte, "A Noite Antes da Floresta", rendeu a Otávio Martins as indicações aos prêmios Shell e Qualidade Brasil de melhor ator.
Em 2006, estreou na televisão com a série Mothern, veiculada pelo canal pago GNT, duas vezes indicada ao Emmy Internacional. Em 2007, estreou os espetáculos "O Amor do Sim", de Mário Viana e direção de Alexandre Reinecke, e "Uma Pilha de Pratos na Cozinha", texto e direção de Mário Bortolotto, peça de enorme repercussão de público e crítica. No mesmo ano, estreou como dramaturgo com "Depois da Chuva" e "Últimas Notícias de Uma História Só", textos que também dirigiu. Ainda em 2007, dirigiu "Sad Christmas", de Mário Bortolotto, e atuou em "O Resto de Nossas Vidas", de Alex Gruli, com direção de Tatiane Daud. Em cinema, atuou no longa "Minha Vida em Perigo", de Jose Eduardo Belmonte, e fez uma participação no longa "Blindness", de Fernando Meirelles. Em 2008, estreou a comédia "O Mala", no teatro Folha, em São Paulo, ao lado de José Rubens Chachá, Nesse ano, fez sua primeira participação em novelas com "Beleza Pura" (TV Globo) e atuou no longa "Salve Geral", de Sérgio Rezende.
Em 2009, estreou "Mediano", seu segundo texto, dirigido por Naum Alves de Souza, com Marco Antônio Pâmio,  Como ator, estreou "Dores de Amores" ao lado de Melissa Vettore, com direção de Naum Alves de Souza, e "O Livro Dos Monstros Guardados", de Rafael Primot, com direção de Zé Henrique de Paula, ao lado de Sandra Corveloni. Dentro do Ano da França no Brasil, estreou "Pawana", de J.M. G Le Clezio, com direção de Georges Lavaudant, ao lado de Celso Frateschi.  Dirigiu "Se Você Me Amasse", texto de Duilio Ferronato, e lançou seu primeiro livro, dentro da coleção "Primeiras Obras", da Imprensa Oficial do Estado, com as peças "Últimas Notícias de Uma História Só", "A Turba" e "Depois da Chuva". 
Em 2010, atuou em em "Malu de Bicicleta", roteiro de Marcelo Rubens Paiva, com direção de Flávio Tambellini, e "Salve Geral", de Sérgio Rezende. No mesmo ano, estreou "Vamos?", comédia de Mário Viana com enorme sucesso, tendo no elenco Dalton Vigh, Tânia Khallil, Rachel Ripani e Alex Gruli. No mesmo ano, atuou em "Sideman", de Warren Leight, sob a direção de Zé Henrique de Paula, novamente ao lado de Sandra Corveloni. Sua performance lhe valeu o prêmio Contigo! de melhor ator, além de ser indicado aos prêmios Shell e Qualidade Brasil. 
Em 2011, dirigiu o espetáculo "Circuito Ordinário", de Jean-Claude Carrière, com Denise Del Vecchio, sendo indicado ao prêmio de Melhor Espetáculo no Prêmio Cooperativa Paulista de Teatro. Em 2012, dirigiu a comédia "Pessoas Absurdas", de Alan Ayckbourn, e atuou na novela "Amor Eterno Amor", de Elizabeth Jhin, na TV Globo. Ainda em 2012, estreou "Cortex", monólogo com texto de Franz Keppler e direção de Nelson Baskerville. 
Em 2013, construiu o argumento e dirigiu a comédia "Divórcio!", com texto de Franz Keppler, tendo Suzy Rêgo e José Rubens Chacha no elenco. Começou a gravar a serie "PSI" para a HBO, ao lado de Emilio de Mello e Claudia Ohana, na sua primeira temporada. Na sequencia, estreou como ator o drama cômico "Três Dias de Chuva", de Richard Greenberg, com direção de Jô Soares, tendo no elenco Carolina Ferraz e Petronio Gontijo. Ainda no mesmo ano, estreia mais uma direção, "A Bala na Agulha", de Nanna de Castro, com Denise Del Vecchio, Eduardo Semerjian e Alexandre Slaviero.
Em 2014, escreveu e dirigiu "Caros Ouvintes", comédia sobre o fim das radionovelas, com enorme sucesso, ganhando os prêmios de melhor direção de comedia e melhor espetáculo de comedia no Premio Arte Qualidade Brasil, além do espetáculo concorrer a outros 13 prêmios em varias categorias como figurino, cenário, trilha sonora, texto, melhor atriz, melhor atriz e ator coadjuvantes, melhor elenco. Com este espetaculo recebeu o convite do autor Walcyr Carrasco para ser autor e colaborador na novela "Eta Mundo Bom", escrevendo a radionovela "Herança de Ódio" para a GloboPlay, indo ao ar 2015.
Além da novela, dirigiu em 2015 o programa "Partiu Shopping" para Freemantle Brasil, indo ao ar pelo Multishow, com Tom Cavalcante, Nany People, Alex Gruli, Monique Alfradique, Camila Camargo, Daniele Winnits e Leo Castro. Em 2015, estreou "Pergunte ao Tempo", onde assinava texto e direção, com Guta Ruiz, Giovanni Tozzi e Luis Damaceno no elenco, com produção de Rodrigo Velloni. Em 2016, estreou em "Troilo e Cressida", de W. Shakespeare, com direção de Jo Soares, no teatro do SESI, em São Paulo. 
Em 2017, dirigiu "O Bosque Soturno", de Neil Labute, com Guta Ruiz e Pedro Bosnich, e atuou em "Kiev", sob direção de Roberto Alvim, ao lado de Juliana Galdino e Marat Descartes. Em TV, gravou como um dos protagonistas da primeira temporada da série "Toda Forma de Amor", dirigido Bruno Barreto, para o Canal Brasil.
Em 2018, estreou a comédia "Que Tal Nós Dois?", autoria sua em parceria com Juliana Araripe, atuando ao lado de Carolina Ferraz e sob a direção de Isser Korik. Em março estreia o longa-metragem "Nada A Perder", produzido pela Paris Filmes e dirigido por Alexandre Avancini, formando a trinca de vilões do filme, ao lado de Dalton Vigh e Eduardo Galvão. 
Em 16 de maio de 2018, estreia como vilão Roger pessoa , que trabalha como CEO na empresa  0110 de Pendleton "Otto" Dalton vigh na novela"As Aventuras de Poliana", de Íris Abravanel e sob a direção de Reinaldo Boury, no SBT.

## Carreira

### Teatro
- After Magritte
- Narraador
- Futebol
- Ensaio Para Danton
- Ensaio Sobre o Latão
- Santa Joana dos Matadouros
- O Nome do Sujeito
- João Fausto
- Vestir O Pai
- A Máscara do Imperador
- Os Jogadores
- A Noite Antes da Floresta
- O Amor do Sim
- Uma Pilha de Pratos na Cozinha
- Depois da Chuva (autor e diretor)
- Últimas Notícias de Uma História Só (autor e diretor)
- Mediano
- Sad Christmas (diretor)
- O Resto de Nossas Vidas
- O Mala
- Pawana
- Se Você Me Amasse (diretor)
- Dores de Amores[3]
- O Livro dos Monstros Guardados
- Vamos?
- Sideman
- Circuito Ordinário (diretor)
- Pessoas Absurdas (diretor)
- Córtex
- Divórcio!(diretor)
- Tres Dias de Chuva
- A Bala na Agulha (diretor)
- Caros Ouvintes (autor e diretor)
- Pergunte Ao Tempo (autor e diretor)
- Os Fantasmas (autor)
- Troilo e Cressida
- Pressa (autor)
- O Bosque Soturno
- Kiev
- Que Tal Nós Dois?
- Divórcio! (segunda montagem)
- Quando Tudo Estiver Pronto

### Cinema
- Sabor da Paixão
- Viva-voz
- Minha Vida Em Perigo
- Ensaio Sobre a Cegueira
- Salve Geral
- Malu de Bicicleta
- Rosa Morena
- Os Homens São de Marte... E É Pra Lá Que Eu Vou
- Nada a Perder

### Televisão
| Ano       | Título                  | Personagem                    | Nota                                 |
| --------- | ----------------------- | ----------------------------- | ------------------------------------ |
| 2002      | Sandy & Junior          | Reporter                      | Episódio: "Pelos Poderes de Freud"   |
| 2006      | Mothern                 | Léo                           |                                      |
| 2008      | Beleza Pura             | Samuel                        | Participação Especial                |
| 2009      | Aline                   | Lúcio                         | Episódio: "Diário de Aline"          |
| 2011      | Tapas & Beijos          | Júnior                        |                                      |
| 2012      | Amor Eterno Amor        | Gilberto Menezes (Gil)        |                                      |
| 2013      | Além do Horizonte       | Carlos Ricardo Camargo (Cacá) |                                      |
| 2014      | Psi                     | Roberto                       |                                      |
| 2015      | #PartiuShopping         | diretor de cena               |                                      |
| 2016      | Êta Mundo Bom!          | —                             | autor da radionovela Herança de Odio |
| 2018–2020 | As Aventuras de Poliana | Roger Pessoa                  |                                      |
| 2019      | Toda Forma de Amar      | Cláudio Marcondes             |                                      |
| 2022–2023 | Poliana Moça            | Roger Pessoa                  |                                      |